# Slobodan Veselinović
Slobodan Veselinović es un jugador y entrenador serbio de balonmano. Fue internacional 11 veces con Yugoslavia. Ha militado en varios equipos yugoslavos, macedonios, españoles y griegos. Disputó tres temporadas el Partido de las Estrellas de la Liga ASOBAL. En la actualidad milita en el Club Balonmano Gaztelueta de categoría provincial, junto a su hijo Marko.

## Trayectoria
Como jugador:
- RK Crvenka: 1989
- RK Proleter Zrenjanin
- RK Vrbas
- RK Prespa: 1996-97
- Club Balonmano Granollers: 1997-98 a 1998-99
- Club Balonmano Garbel Zaragoza: 1999-00
- Panellinios Atenas: 2000-01
- Club Balonmano Barakaldo: 2001-02 a 2004-05, 2009-10 a 2010-11
- Club Balonmano Santoña: 2012-13
- Club Balonmano Romo 2013-2014
- Club Balonmano Gaztelueta 2014

Como entrenador:
- Gaztelueta: 2005-06 a 2006-07 (equipos juvenil y cadete)
- Club Balonmano Barakaldo: 2007-08 a 2008-09, 2011-12 (segundo entrenador)

## Palmarés
- Liga de Macedonia (1): 1996-97[2]
- Copa de Grecia (1):[2] 2001